# Parametrypa fortipes
Parametrypa fortipes är en insektsart som först beskrevs av Walker, F. 1869.  Parametrypa fortipes ingår i släktet Parametrypa och familjen syrsor. Inga underarter finns listade i Catalogue of Life.